# Trachymyrmex relictus
Trachymyrmex relictus är en myrart som beskrevs av Borgmeier 1934. Trachymyrmex relictus ingår i släktet Trachymyrmex och familjen myror.

## Underarter
Arten delas in i följande underarter:
- T. r. fitzgeraldi
- T. r. relictus